# Santa Clara (Volk)

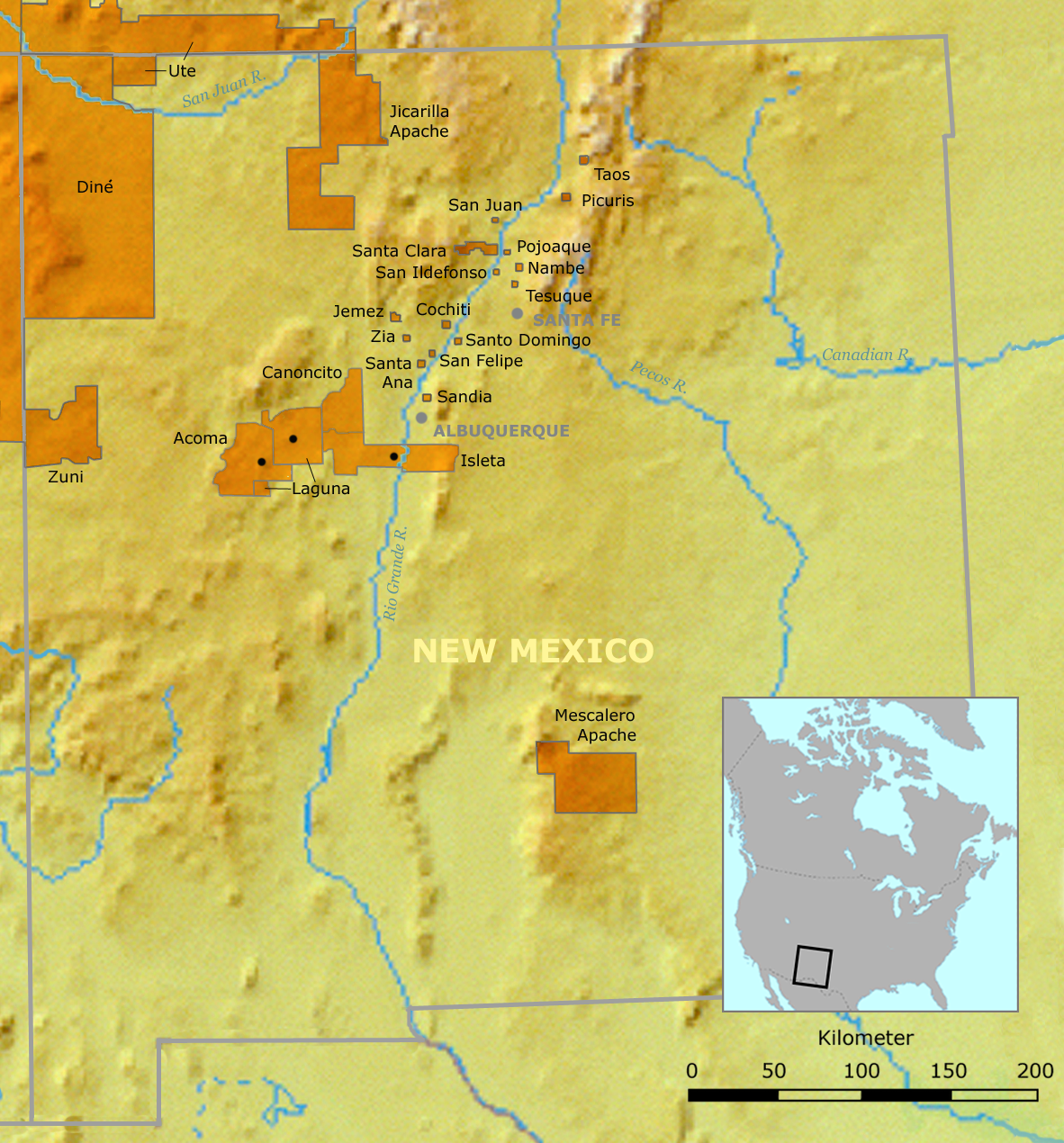
Lage des Santa-Clara-Pueblos, benachbarter Pueblos und Reservate in New Mexico

Die Bewohner von Santa Clara sind Pueblo-Indianer und sprechen Tewa, eine Sprache aus der Kiowa-Tano Sprachfamilie. Santa Clara ist der spanische Name für Sankta Klara. Die Spanier benannten ihre Missionen nach Heiligen der katholischen Kirche. Der indianische Eigenname lautet Ka`po, die Bedeutung ist unbekannt. Der Pueblo liegt im Südwesten der USA, in der Nähe von Los Alamos im Norden von New Mexico.

## Geschichte
Nach ihrer Überlieferung kommen die Tewa aus der Unterwelt und sind im Sip-ophe aufgetaucht, einem kleinen See im Land der Sanddünen bei Alamosa in Colorado. Bevor sie sich in der heutigen Gegend niederließen, so behaupten die Tewa, hatten sie verschiedene Dörfer im Ojo Caliente Gebiet und außerdem Klippenhäuser in Puye bewohnt. Santa Clara ist einer von sechs Tewa sprechenden Pueblos in New Mexico und wurde im 14. Jahrhundert erbaut. Die Spanier errichteten um 1620 eine Kirche im Dorf. Die heutige Kirche aus dem Jahre 1918 steht an der Stelle des alten Bauwerks.
Während des Pueblo-Aufstands von 1680 griffen die Bewohner eine kleine Abteilung spanischer Soldaten im Pueblo an, befestigten ihren Pueblo gegen mögliche Überfälle der Spanier und belagerten anschließend mit ihren Verbündeten gemeinsam Santa Fe. Später zogen sie mit anderen Tewa auf die befestigte Black Mesa. Einige gingen nach Westen zu den Zuni und Hopi; nach der Rückeroberung New Mexicos durch die Spanier kehrten viele zurück, um ihr Dorf wieder aufzubauen.
Im späten 19. Jahrhundert teilte sich Santa Clara in gegensätzliche Lager, weil es zu Meinungsverschiedenheiten über die Akzeptanz von Regierungsprogrammen gekommen war. Die Befürworter wurden des Verrats an den Traditionen beschuldigt und die Verleumdung wegen Hexerei war an der Tagesordnung.
Die Annahme einer Stammesverfassung im Jahre 1935 hat viel zur Beilegung dieser Streitigkeiten beigetragen. Das zeremonielle Leben des Dorfes wird heutzutage von der religiösen Führung bestimmt, während die weltlichen Angelegenheiten in den Händen von fortschrittlichen, gebildeten jungen Frauen und Männern liegen. Diese Regelung war so erfolgreich, dass viele der jungen Leute ohne Bürgerrechte aus den benachbarten Pueblos Santa Clara als Beispiel anführten, wie die Dinge laufen könnten, wenn die religiösen Führer ihrer Dörfer sich aus den weltlichen Dingen heraushalten würden.

## Kultur und Lebensweise
Santa Clara und San Ildefonso sind berühmt für ihre polierten schwarzen Töpferwaren. Schätzungsweise fünfundsiebzig Töpfer stellen große Mengen an Schüsseln, Töpfe, Tellern und eine scheinbar endlose Vielfalt an Figuren her. Polierte rote und bunte Keramik gibt es ebenfalls.
Wie in den meisten Pueblos ist die Landwirtschaft von der Lohnarbeit als wichtigste Einkommensquelle verdrängt worden. Viele Bewohner Santa Claras arbeiten in Los Alamos.
Der Stamm bekommt Geld aus geschäftlichen Unternehmungen bei Española und den geringen Eintrittsgeldern, die Besucher des Santa Clara Canyons und den Puye Cliffs zahlen. Der US-Zensus aus dem Jahr 2000 ergab 1.104, davon 750 ständige Bewohner, in dem rund 185 km² großen Reservat.